# Hundfjället
Hundfjället est l'une des 8 stations de ski de la localité de Sälen située sur la commune de Malung-Sälen en Suède.

## Géographie
Cette station est située à 300 km au nord-ouest de Stockholm, près le la frontière norvégienne. Elle est située sur la localité de Sälen dont le centre se trouve à 14 km à l'est.
Elle tire son nom du mont Hundfjället (altitude 935 m) au pied duquel elle est située. Une réserve naturelle éponyme lui est accolée.
Elle est reliée à la station de Tandådalen. Le domaine skiable des 2 stations possède 45 km de pistes desservies par 40 remontées mécaniques dont 5 télésièges. 

## Histoire
La première remontée mécanique a été construite en 1966.
La station possède une piste de ski de vitesse qui a été le lieu de plusieurs épreuves de compétitions internationales :
- Championnats du monde : 1997 et 1998
- Coupe du monde : 2002, 2004, 2006, 2007, 2008, 2009 et 2011

La station accueille également régulièrement des épreuves de la Coupe du monde de ski acrobatique (en 1991, 1994, 1995, 1996, 1997 et 1998).